# Вінфілд Тауншип (округ Батлер, Пенсільванія)
Вінфілд Тауншип (англ. Winfield Township) — селище (англ. township) в США, в окрузі Батлер штату Пенсільванія. Населення — 3361 особа (2020).

## Демографія
Згідно з переписом 2010 року, у селищі мешкало 3535 осіб у 1469 домогосподарствах у складі 972 родин. Було 1540 помешкань
Расовий склад населення:
| - 98,9 % — білих - 0,3 % — чорних або афроамериканців - 0,2 % — азіатів - 0,1 % — корінних американців |

До двох чи більше рас належало 0,4 %. Частка іспаномовних становила 0,4 % від усіх жителів.
За віковим діапазоном населення розподілялося таким чином: 20,3 % — особи молодші 18 років, 57,3 % — особи у віці 18—64 років, 22,4 % — особи у віці 65 років та старші. Медіана віку мешканця становила 47,0 року. На 100 осіб жіночої статі у селищі припадало 91,7 чоловіків;  на 100 жінок у віці від 18 років та старших — 88,6 чоловіків також старших 18 років.
Середній дохід на одне домашнє господарство  становив 58 944 долари США (медіана — 46 591), а середній дохід на одну сім'ю — 71 114 долари (медіана — 58 750). Медіана доходів становила 49 712 долари для чоловіків та 35 603 долари для жінок. За межею бідності перебувало 10,0 % осіб, у тому числі 13,6 % дітей у віці до 18 років та 11,8 % осіб у віці 65 років та старших.
Цивільне працевлаштоване населення становило 1633 особи. Основні галузі зайнятості: виробництво — 33,5 %, освіта, охорона здоров'я та соціальна допомога — 15,2 %, транспорт — 9,4 %, будівництво — 8,4 %.